# Université pour femmes Seirei
L'université pour femmes Seirei (聖霊女子短期大学, Seirei Joshi Tanki Daigakubu) est une université privée située dans la ville d'Akita au Japon. L'établissement est affilié à l'Église catholique.

## Histoire
L'école du Saint-Esprit est fondée en 1908 à Akita par les Sœurs missionnaires servantes du Saint-Esprit originaires des Pays-Bas. Elle est officiellement reconnue comme université en 1954.

## Organisation
- École d'économie domestique
  - Département de nutrition
  - Département d'éducation maternelle

## Source de la traduction
- (en) Cet article est partiellement ou en totalité issu de l’article de Wikipédia en anglais intitulé « Seirei Women's Junior College » (voir la liste des auteurs).